# بهلوکه
بهلوکه (به لاتین: Beheloke) یک منطقهٔ مسکونی در ماداگاسکار است که در تولیارا دوم واقع شده‌است. بهلوکه ۱۰٬۰۰۰ نفر جمعیت دارد.